# گیاه بومی

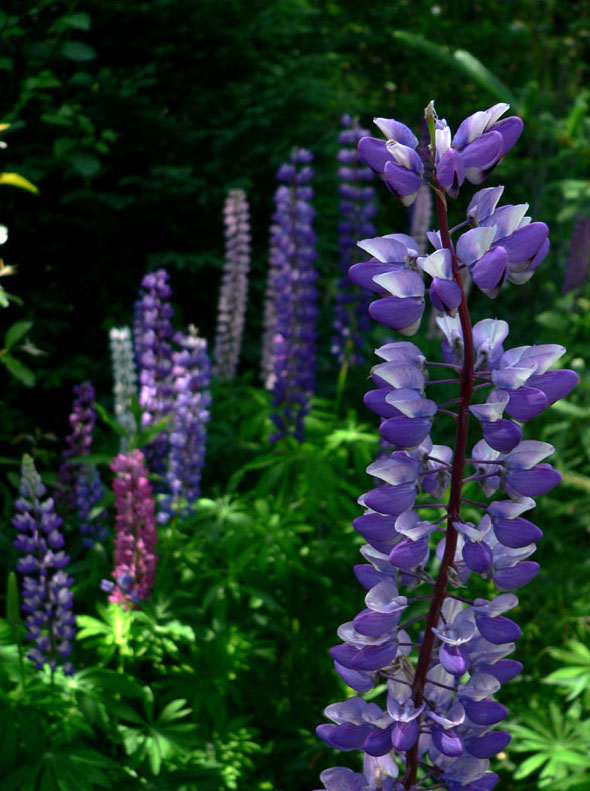
ترمس وحشی پایا

گیاه بومی (به انگلیسی: Native plant)، گیاهان محلی یک ناحیه در مقیاس زمانی زمین‌شناسی هستند که شامل گیاهانی مانند درختان ،گل‌ها و علف‌ها که در یک محل رشد کرده‌اند یا سالهایی زیادی وجود داشته‌اند، می‌باشند.
بعضی از گیاهان بومی با محیط زیستی خیلی محدود و غیرمعمول یا آب‌وهوای خیلی سخت یا موقعیت‌های استثنایی خاک سازگار شده‌اند. گرچه به همین دلایل بعضی از انواع گیاهان خیلی محدودهستند. (بوم‌زادی) انواع دیگر می‌توانند در نواحی مختلف زندگی کرده و با انواع محیط‌ها سازگار شوند. پژوهش‌ها مشخص کرده‌اند که حشرات به گیاهان بومی وابسته‌اند.